# 5426 Sharp
5426 Sharp eller 1985 DD är en asteroid i huvudbältet som upptäcktes den 16 februari 1985 av den amerikanska astronomen Carolyn S. Shoemaker vid Palomar-observatoriet. Den är uppkallad efter amerikanen Robert P. Sharp.
Asteroiden har en diameter på ungefär 2 kilometer och den tillhör asteroidgruppen Hungaria.